# Gulaschkommunismus
Als Gulaschkommunismus (von ungar. Gulyás) wurde die Ära des ungarischen Poststalinismus bezeichnet, die sich unter János Kádár (daher auch Kádárismus) nach dem Ungarnaufstand 1956 herausbildete.

## Begriff
Der Begriff des Gulaschkommunismus geht angeblich auf Nikita Chruschtschow zurück, der die wirtschaftlichen Entwicklungen Ungarns hervorheben wollte. Der Begriff wurde im Westen dann als Synonym der ungarischen Politik der politischen Linientreue in Verbindung mit wirtschaftlichen Erleichterungen verwendet.

## Ungarischer Volksaufstand von 1956
Auf die extreme Unterdrückung unter KP-Parteichef Mátyás Rákosi (1944–1953) folgte im Zuge der ersten „Entstalinisierung“ eine vorübergehende Reformphase unter Imre Nagy, die allerdings mit der Niederschlagung des Ungarischen Volksaufstandes 1956 durch die sowjetische Rote Armee abrupt endete. Während Nagy noch mit Moskau über einen Sonderstatus Ungarns verhandelte, hatte sein junger Stellvertreter János Kádár hinter seinem Rücken bereits um eine russische Militäraktion gegen den Aufstand gebeten.
Als die Sowjetarmee wieder Herr der Lage war, wurde János Kádár neuer Parteichef der Ungarischen Sozialistischen Arbeiterpartei und zunächst auch Ministerpräsident. Als Parteichef hielt er die Geschicke Ungarns bis 1988 in seinen Händen. Nach drei Jahren äußerster Härte, die für 20.000 Ungarn Gefängnis oder Tod bedeutete und 1958 in Nagys Hinrichtung kulminierte, ließ Kádár jedoch schrittweise Erleichterungen zu. Als sie Ende der 1960er Jahre auch kleine privatwirtschaftliche Möglichkeiten brachten, entstand dafür in alter Tradition Österreich-Ungarns die Wortschöpfung vom „Gulyás-Kommunismus“.

## János Kádár
Die große Mehrheit der Bevölkerung sah den neuen Machthaber Kádár als Verräter am Volk und seiner Revolution – dies umso mehr, als er sich namens seiner „Revolutionären Ungarischen Arbeiter- und Bauernregierung“ offiziell dazu bekannte, die Sowjetunion um den Einmarsch am 4. November 1956 ersucht zu haben. Die Sowjetunion zitierte dieses Ersuchen jahrzehntelang, um den Schein einer völkerrechtlichen Legitimation zu wahren. Zwar war der Warschauer Pakt schon am 14. Mai 1955 von den acht Ostblockländern unterschrieben worden – genau einen Tag vor dem österreichischen Staatsvertrag. Doch wurde der „Vertrag über Freundschaft, Zusammenarbeit und gegenseitigen Beistand“ in Ungarn als entmündigend abgelehnt. Auch musste ihn der damalige Regierungschef András Hegedüs in der deutschen Fassung der DDR unterschreiben, weil eine ungarische gar nicht existierte.
Etwas gemindert wurde die Situation durch den im Herbst 1955 erfolgten Abzug der sowjetischen Besatzungstruppen aus Österreich, das nur ein Jahr später 200.000 Flüchtlinge aufgenommen hatte. Der Aufenthalt sowjetischer Truppen in Ungarn erschien dadurch überflüssig, doch erst 1957 wurde ein Stationierungsvertrag mit der UdSSR abgeschlossen.

## Ablehnung der neuen Herrschaft
Anfangs waren weder die revolutionären Studenten noch die Intellektuellen und schon gar nicht die während der Revolution gegründeten Arbeiterräte bereit, die so genannte „Arbeiterregierung“ zu akzeptieren. Kádár und seine Geheimpolizei beantworteten den Widerstand mit drakonischer Strenge: etwa 20.000 am Aufstand Beteiligte wanderten hinter Gitter, hunderte Prozesse endeten mit dem vorbestimmten Todesurteil, und der Geheimprozess gegen den zum Nationalhelden gewordenen Imre Nagy mit dessen Hinrichtung durch Hängen im Juni 1958. Gleichzeitig wurde der im Asyl der US-Botschaft ausharrende Kardinal Mindszenty zu einer zweiten Symbolfigur des magyarischen Freiheitswillens.
Gegen Ende des Jahres 1958 ließ allerdings János Kádár erkennen, dass er nicht zu einer Diktatur im Sinne von Stalin oder Rákosi zurückkehren wollte. Zwar rückte die KP keinen Fingerbreit von ihrem für den Ostblock fundamentalen Machtmonopol ab, ebenso wenig wie von der „unverbrüchlichen Treue“ zur Sowjetunion und den „brüderlichen“ Beziehungen zu den sozialistischen Nachbarländern. Dennoch suchten Kádár und die Partei durch eine Öffnung das Misstrauen der Bevölkerung aufzulockern und so gleichzeitig der Wirtschaft die dringend nötigen Impulse zu geben.

## Vorsichtige Erleichterungen
Nach mehreren Jahren Gleichschaltungs- und „Befriedungs“-Politik konnte Kádár gegenüber der Sowjetunion das Zugeständnis einiger Freiheiten erreichen. Sie betrafen hauptsächlich die vorsichtige Einführung einer bescheidenen Privatwirtschaft – wie den Anbau und Verkauf von Gemüse oder kleine Dienstleistungen – und zielten darauf, nach den Wirtschaftskrisen der 1950er Jahre unter Rákosi die Versorgung der Bevölkerung zu verbessern und gleichzeitig ein bisschen Freiheitsgefühl aufkommen zu lassen.
Das Regime begann auch – mehr als in den „Bruderländern“ – den Landsleuten seine Absichten darzulegen. Zu dem, was ihn selbst bewegte, sagte Kádár einmal: „Es gibt Situationen, in denen man das machen muss, was nur wenige verstehen. Aber man muss es doch tun in der Hoffnung, dass die Gründe im Nachhinein begreiflich werden.“ Hinsichtlich der Beziehung zwischen Regime und Bevölkerung gab er sich mit der Devise zufrieden: „Wer nicht gegen uns ist, ist mit uns.“
Im Zuge dieser Entspannung und vorsichtigen Reformen – die teilweise auf Imre Nagys „Kommunismus mit menschlichem Antlitz“ zurückgingen – kam auch ein gewisser Tourismus in Gang. Politisch unbedenklichen Personen wurden einzelne Reisen in den Westen bewilligt, wenngleich die Familienmitglieder zunächst daheimbleiben mussten. Für anerkannte Wissenschaftler war der Besuch ausländischer Kongresse möglich, auch wenn eine anfängliche Überwachung durch den Geheimdienst vermutet wurde. Der umgekehrte Weg war allerdings leichter, und ab 1975 war zum Beispiel die Teilnahme westlicher Forscher an den Interkosmos-Programmen sehr erwünscht. Etwas später wurde für das Nachbarland Österreich die Visumpflicht aufgehoben (für die Schweiz und Deutschland bestand sie länger), was einen kleinen Grenzverkehr mit Westungarn möglich machte und dessen Wirtschaft ankurbelte.

## Verhältnis zu den Katholiken
Fanden diese wirtschaftlichen Erleichterungen rasche Zustimmung, so war es umso schwieriger, nach den Jahren der Repression das Misstrauen der christlichen Bevölkerung abzubauen. Noch immer wurde die Seelsorge behindert, in Schulen ausschließlich der Marxismus gelehrt, die Geschichte geklittert. Bis etwa 1980 waren die meisten Diözesen vakant und die wenigen Bischöfe in ihren Aufgaben behindert. Daher war der von der KP erstrebte Friedensschluss mit der Kirche ein einseitiger Wunsch, der deutlichere Zeichen der Öffnung erfordert hätte.
Erst als einige neue Bischöfe bessere Kontakte zum Regime hatten – und ihnen umgehend eine Hörigkeit nachgesagt wurde – besserte sich das Verhältnis langsam. Im Jahr 1971 ließ sich Kardinal József Mindszenty überreden, sein 15-jähriges Asyl in der US-Botschaft gegen die Ausreise nach Österreich zu tauschen. Unter Kardinal László Lékai (ab 1976) entspannte sich das Klima zwischen Katholiken und Kommunisten merklich und er konnte 20 Jahre nach dem Volksaufstand der Kirche einige Freiräume sichern.

## Resümee
Die zunehmend gewährten Freiheiten – und auch jene, die das Regime gegenüber der Sowjetunion errungen hatte – erleichterten den Ungarn die riskante Entscheidung, im Frühjahr 1989 den Eisernen Vorhang abzubauen, die Flucht von unzähligen Urlaubern aus der DDR über die grüne Grenze im Sommer zuzulassen und im darauffolgenden September in Ungarn verbliebene DDR-Flüchtlinge via Österreich nach Westdeutschland reisen zu lassen.
Wie der Ungarnaufstand wurde auch der Gulaschkommunismus durch Polens konsequenten Widerstand gegen den Kommunismus ermutigt, schon lange vor Solidarność. Beide Länder haben, ebenso wie die Entspannungspolitik und andere Entwicklungen in Mitteleuropa, zur politischen Wende 1989 wesentlich beigetragen.